# アニカ・ピンスケ
アニカ・ピンスケ（1982年7月6日 - ）は、ドイツの映画監督、脚本家。

## 経歴
2004年から2010年までフンボルト大学およびポツダム大学にて哲学と文学を学んだ。在学中、フォルクスビューネでルネ・ポレシュやディミター・ゴッチェフの作品制作に関わる。
卒業後は映画製作会社でフリーランスとして働きながら、ベルリンのドイツ映画テレビアカデミーで演出を学ぶ。2013～15年は、マーレン・アデ監督の下、『ありがとう、トニ・エルドマン』などで助監督を務める。短編映画はドイツ短編映画賞を受賞するなど既に評価が高く、長編デビュー作となった『あしたの空模様』もGWFFアワードの最優秀初長編作品賞にノミネートされている。
ベルリン国際映画祭でプレミア上映された『あしたの空模様』は、日本ではドイツ映画祭HORIZONTE2023で上映される。

## 作品

### 編集
- Hey, Cowboy (2012年)
- Spielt keine Rolle (2015年)
- Taschengeld (2016年)

### 監督・脚本
- Hey, Cowboy (2012年)
- Spielt keine Rolle (2015年)
- Homework (2016年)
- Taschengeld (2016年)
- Alle reden übers Wetter（2022年）

### 脚本・製作
- Torstraße intim(2008年)
- Hey, Cowboy (2012年)
- Spielt keine Rolle (2015年)
- Homework (2016年)
- Taschengeld (2016年)

### 助監督
- ありがとう、トニ・エルドマン (2016年)